# Logique chinoise
La logique chinoise est la logique développée en Chine, principalement sous l’influence de l’École confucéenne, l’École moïste et l’École des Noms, entre le 6e et le 2e siècle avant l’ère commune.

## Historique
Les premières traces de logique dans les travaux philosophiques datent de la Chine antique, dans des textes comme le Livre des Mutations ou L’Art de la guerre.
La logique chinoise trouve ses origines entre le 6e et le 3e siècle avant l’ère commune, période de grande expansion culturelle et intellectuelle en Chine, sous l’influence des Cent écoles de pensée, principalement sous l’influence de trois écoles de pensée : l’École confucéenne, l’École moïste et l’École des Noms. L’École moïste a principalement travaillé sur une théorie de l’argumentation, nommée Bianxue en chinois. L’École des Noms a travaillé sur une théories des noms, appelées Mingxue. La fusion des théories de l’argumentation et des noms est appelée Mingbainxue et est considérée comme la logique chinoise. 
Les développements suivants de la logique chinoise ont eu lieu sur quatre périodes : les dynasties Han, Wei-Jin, Song et Qing. 